# La columna
La columna era un magazín de televisió emès per TV3 on, defugint de les tafaneries pròpies de la premsa del cor i del sensacionalisme de la teleporqueria, seguia l'actualitat política, social i cultural. Fou estrenat el 13 d'octubre de 2000 i era presentat per la Júlia Otero També comptava amb entrevistes a famosos i va comptar amb la col·laboració en alguns programes d'Albert Om, Oscar Nebreda, Carles Canut, Queco Novell o Guillermina Motta. Es va deixar d'emetre el 9 de juliol de 2004.

## Premis
- Premis Ondas 2003 (millor programa d'entreteniment)[3]
- Premis ATV 2002 (millor comunicadora de programes d'entreteniment per Júlia Otero)[4]